# نژاد دامی
نژادهای پرورشی گروه ویژه‌ای از جانوران اهلی یا گیاهان هستند که دارای شکل، رفتار و دیگر ویژگی‌های همگون هستند که این ویژگی‌ها آنها را از جانوران یا گیاهان آن گونه متمایز می‌کند و این ویژگی‌ها از راه پرورش گزینشی ایجاد می‌شوند.

## فهرست نژادهای پرورشی
| پستانداران - فهرست نژادهای سگ - فهرست نژادهای گربه - نژادهای اسب - فهرست نژادهای خرگوش - List of sheep breeds - List of goat breeds - List of cattle breeds - List of domestic pig breeds - List of guinea pig breeds - List of domestic Asian water buffalo breeds | پرندگان - List of chicken breeds - List of pigeon breeds - List of goose breeds - List of duck breeds - List of turkey breeds |